# Mitrydates III (król Pontu)
Mitrydates III (gr.: Mιθριδάτης, Mithridátēs) (zm. ok. 185 p.n.e.) – czwarty król Pontu z dynastii Mitrydatydów od ok. 220 p.n.e. do swej śmierci. Prawdopodobnie syn Mitrydatesa II, króla Pontu. Mógł rządzić w niepewnym okresie pomiędzy r. 220 a 185 p.n.e. Dla tego okresu brak jest źródeł - królestwo Pontu znika z kart historii. Samo istnienie króla Mitrydatesa III jest kwestionowane przez niektórych badaczy, pomimo wskazywania przez innych informacji podanej przez historyka Appiana o Mitrydatesie VI Eupatorze, jako ósmym królu dynastii i szóstym tego imienia. Następcą Mitrydatesa III został Farnakes I, prawdopodobnie jego syn.